# Ходжакурбанов, Расулберды Амангельдыевич
Расулберды Амангельдыевич Ходжакурбанов (туркм. Resulberdi Hojagurbanow) — туркменский государственный деятель.

## Биография
Родился в 1967 году в Ашхабаде.
Образование высшее. В 1995 году окончил Туркменский государственный институт транспорта и связи (заочно). По специальности — инженер-электрик железной дороги.
1987—1998 году рабочим специализированного ремонтно-строительного участка, электромонтер, электромеханик, инженер Производственного объединения радио и телевидения.
1998 — главный специалист Министерства связи Туркменистана, консультант отдела транспорта и связи Кабинета министров Туркменистана.
1998—2000 — генеральный директор Производственного объединения радио и телевидения.
28.01.2000 — 23.11.2001 — заместитель министра связи Туркменистана.
23.11.2001 — 15.01.2009 — министр связи Туркменистана.
15 января 2009 года уволен за серьезные недостатки, допущенные в работе. Дальнейшая судьба неизвестна.

## Награды и звания
- Медаль «Гайрат»
- Орден «Garaşsyzlyk» (20.10.2006)

## Взыскания
- 18.01.2008 — строгий выговор «за непринятие необходимых мер по развитию сотовой телефонной связи, ослабление контроля за качеством трансляции передач радиоканалов и непринятия мер по совершенствованию трансляции телепрограмм».
- 19.05.2008 — строгий выговор с предупреждением «за ослабление контроля за слаженностью работы звукоусилительной аппаратуры и качеством трансляции звука во время мероприятии, связанных с торжественной закладкой основания монументального сооружения в честь Конституции Туркменистана».
- 02.01.2009 — строгий выговор с предупреждением «за необеспечение высокого качества исполнения поручений Президента Туркменистана, слабый контроль за работой технических средств и звуковым сопровождением новогодних праздничных поздравлений от жителей велаятов по телемосту между столицей и регионами».

## Варианты транскрипции фамилии и имени
- Фамилия: Ходжагурбанов
- Имя: Ресулберды, Ресулберди